# Tutu (Ballett)

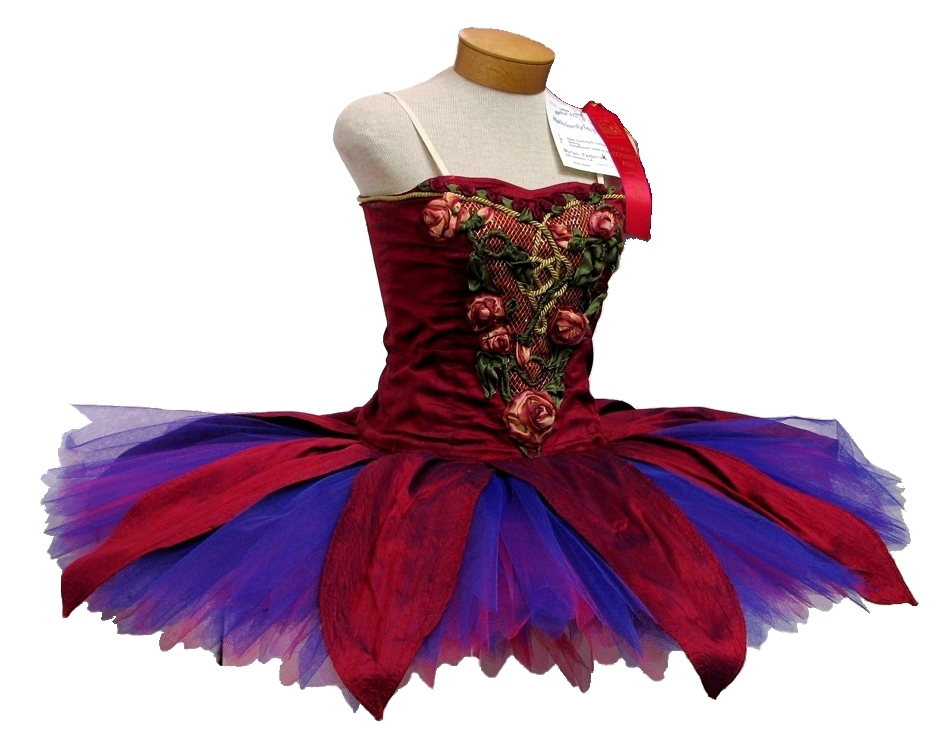
Farbenfrohes modernes Teller-Tutu (2006)

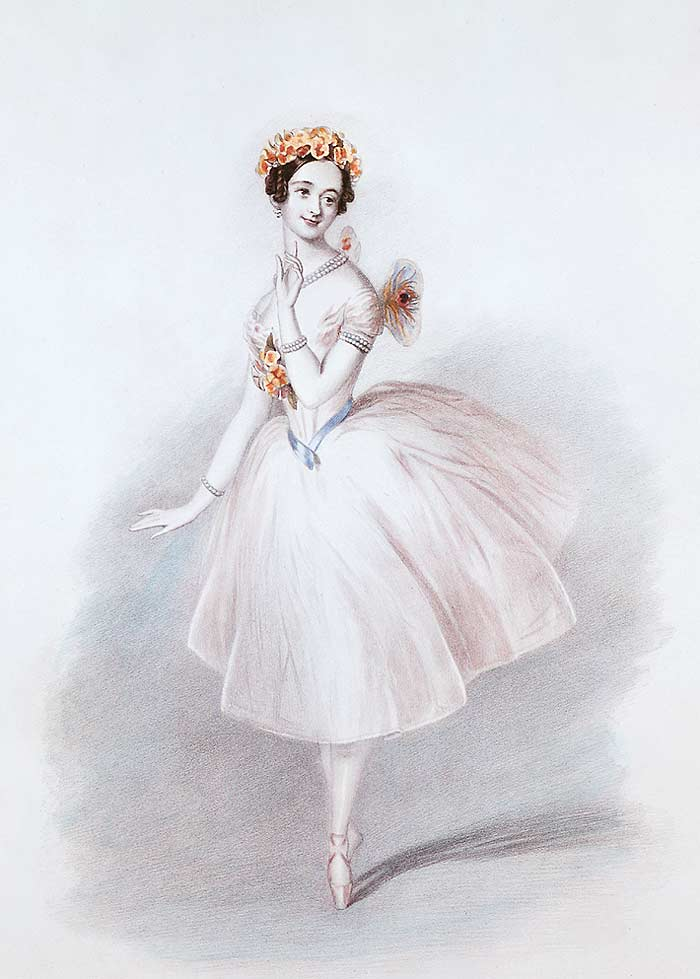
Marie Taglioni als La Sylphide im wadenlangen weißen Tutu der Romantik, um 1832

Das Tutu (IPA: [tyˈtyː], ⓘ) ist ein Ballettkostüm in Form eines Rocks aus mehreren Schichten Tüll.
Nach allgemeiner Ansicht war die Tänzerin Marie Taglioni 1832 die erste, die in La Sylphide in einem weißen Tutu auftrat, das ideal für die Darstellung von fragilen, ätherischen Geistwesen war. Das romantische Tutu ist wadenlang und wird zum Beispiel auch heute noch in Giselle verwendet.
Bis dahin (und je nach Rolle teilweise darüber hinaus) trugen die Tänzerinnen Panniers (Reifröcke) oder klassische Theaterkostüme. Das Tutu wurde jedoch in der Romantik schnell zum gebräuchlichen Gewand einer Ballerina.
Die Form des Tutus veränderte sich im 19. Jahrhundert, so erreichte es um 1860, als in der Damenmode eine Vorliebe für die Krinoline herrschte, seine größte Ausdehnung. Im Verlauf der Zeit wurde das Tutu kürzer getragen und die Beine der Tänzerinnen darunter sichtbarer, was allerdings im 19. Jahrhundert zunächst als unschicklich galt. Mit dem kürzeren und leichteren Tutu konnten sich die Balletttänzerinnen freier bewegen, ihre virtuose Beinarbeit demonstrieren und höhere Sprünge ausführen.
In Russland war es die italienische Ballerina Virginia Zucchi, die 1885 bei ihrem Petersburger Debüt in La Fille du Pharaon ein kürzeres Tutu einführte, das auch die Knie freigab, wie sie es wohl aus Italien und Paris kannte. Zucchi soll sich selbst den Rock abgeschnitten haben, allerdings gegen den Willen des Choreografen Marius Petipa und der russischen Theaterschneider, die einen Skandal fürchteten. Dazu kam es jedoch nicht, stattdessen wurde das kürzere Tutu im russischen Ballett Mode, und 1890 trug auch Carlotta Brianza bei der Uraufführung von Dornröschen ein kurzes, weit abstehendes Tutu, bereits nach Art des sogenannten Teller- oder Pfannkuchen-Tutus, wie es noch heute in den meisten Schwanensee-Produktionen verwendet wird.
Eine andere heutige Form des Tutus verdanken Balletttänzerinnen der Kostümbildnerin Barbara Karinska, die 1950 im New York City Ballet das sogenannte Puderquasten-Tutu erfand. Stephen Galloway entwarf 1996 ein völlig flaches Scheiben-Tutu für das Ballett The Vertiginous Thrill of Exactitude von William Forsythe.
Das Tutu inspirierte modische Kleider vor allem der 1950er Jahre. So werden zum Beispiel die Cocktailkleider von Pierre Balmain auch als Ballettkleider bezeichnet. Man spricht auch vom Ballettstil.

## Bildergalerie

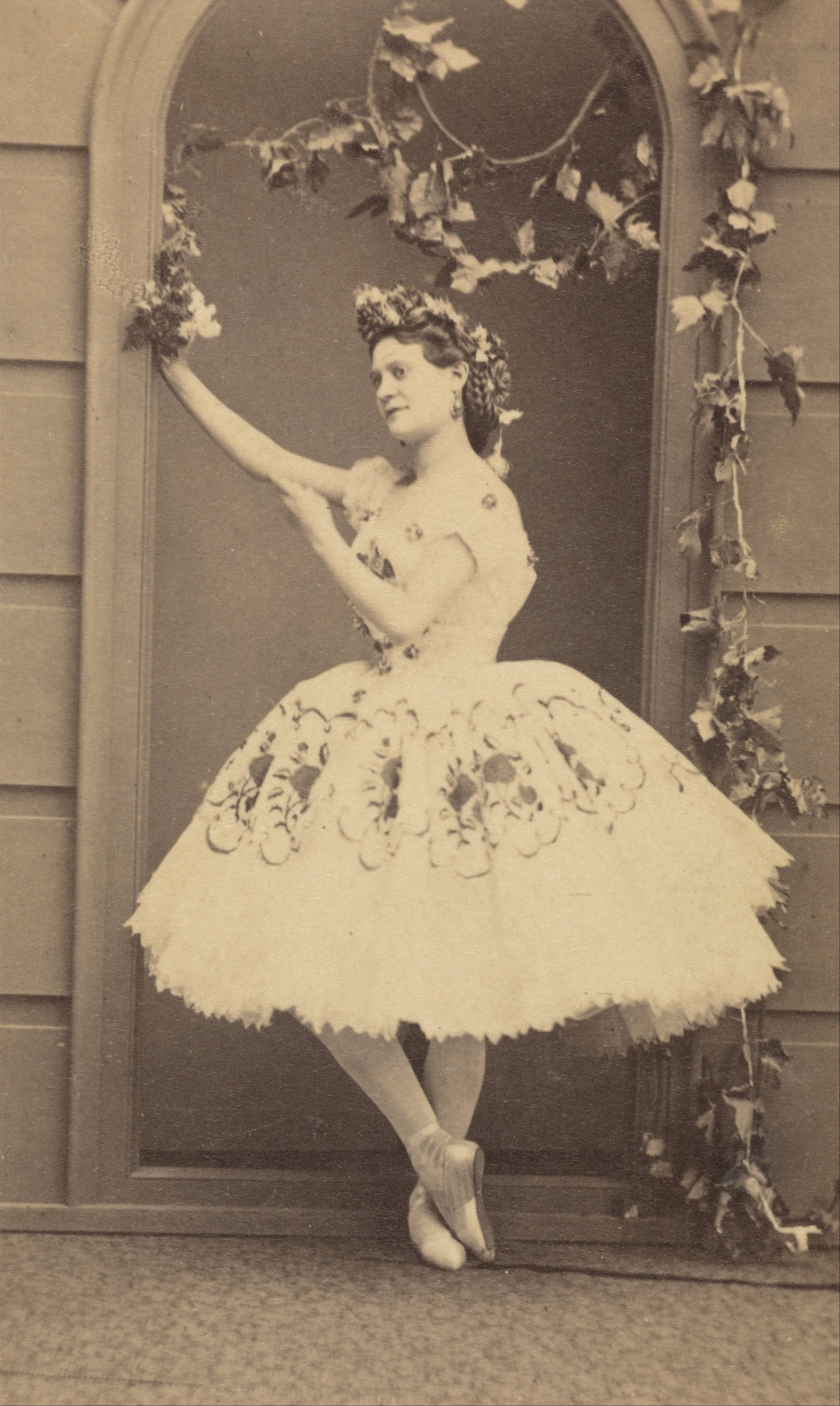
Ein Tutu aus der Krinolinen-Zeit um 1863 (Foto einer „Mlle Pepita“ von Charles DeForest Fredricks)
Farbige Tutus in Edgar Degas’ Danseuse verte, Paris, 1877–79
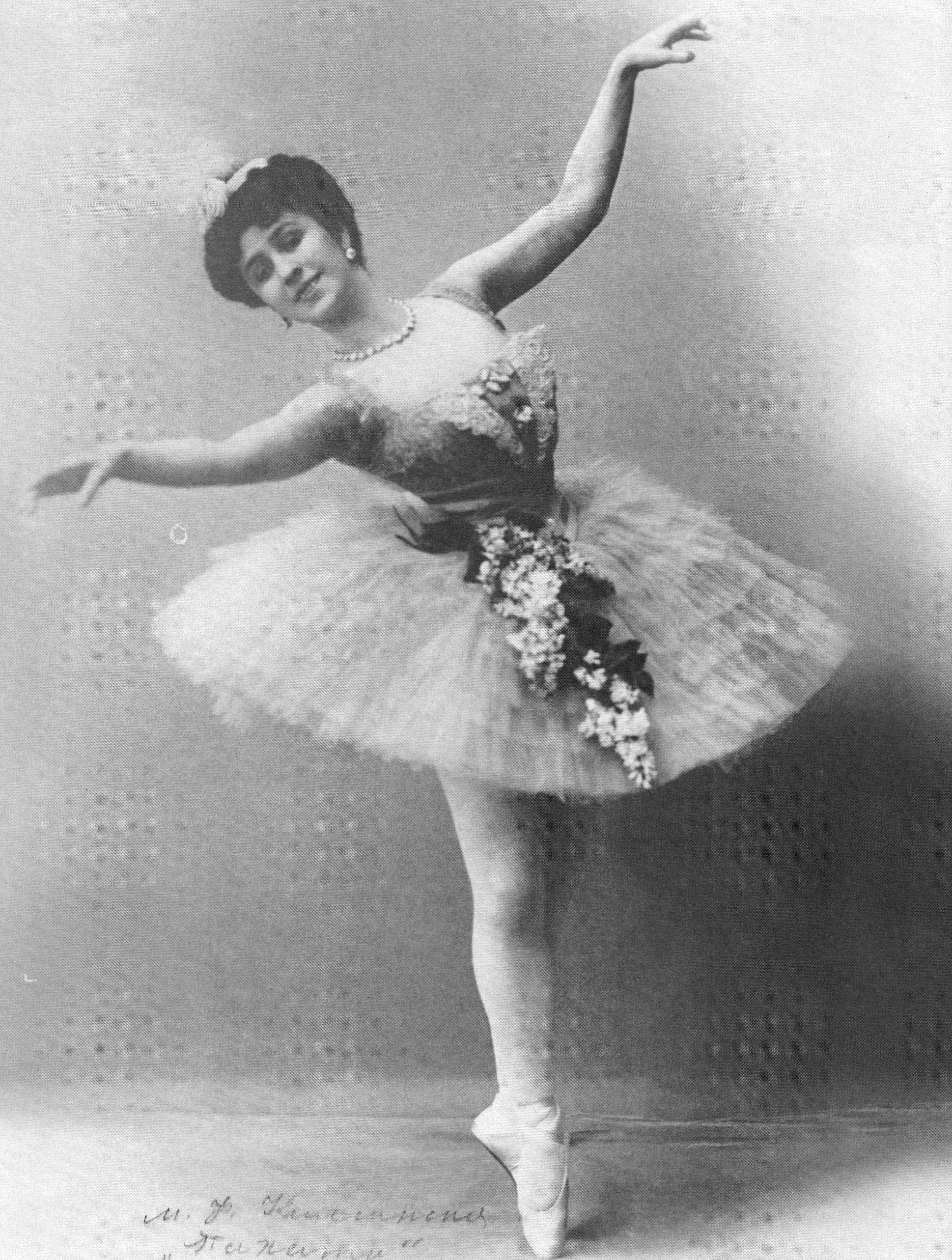
Mathilde Kschessinska im Pfannkuchen-Tutu mit enggeschnürtem Korsett in Le Talisman, 1909
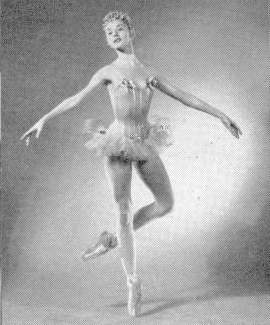
Tanaquil LeClercq im Puderquasten-Tutu in George Balanchines Nussknacker, 1954
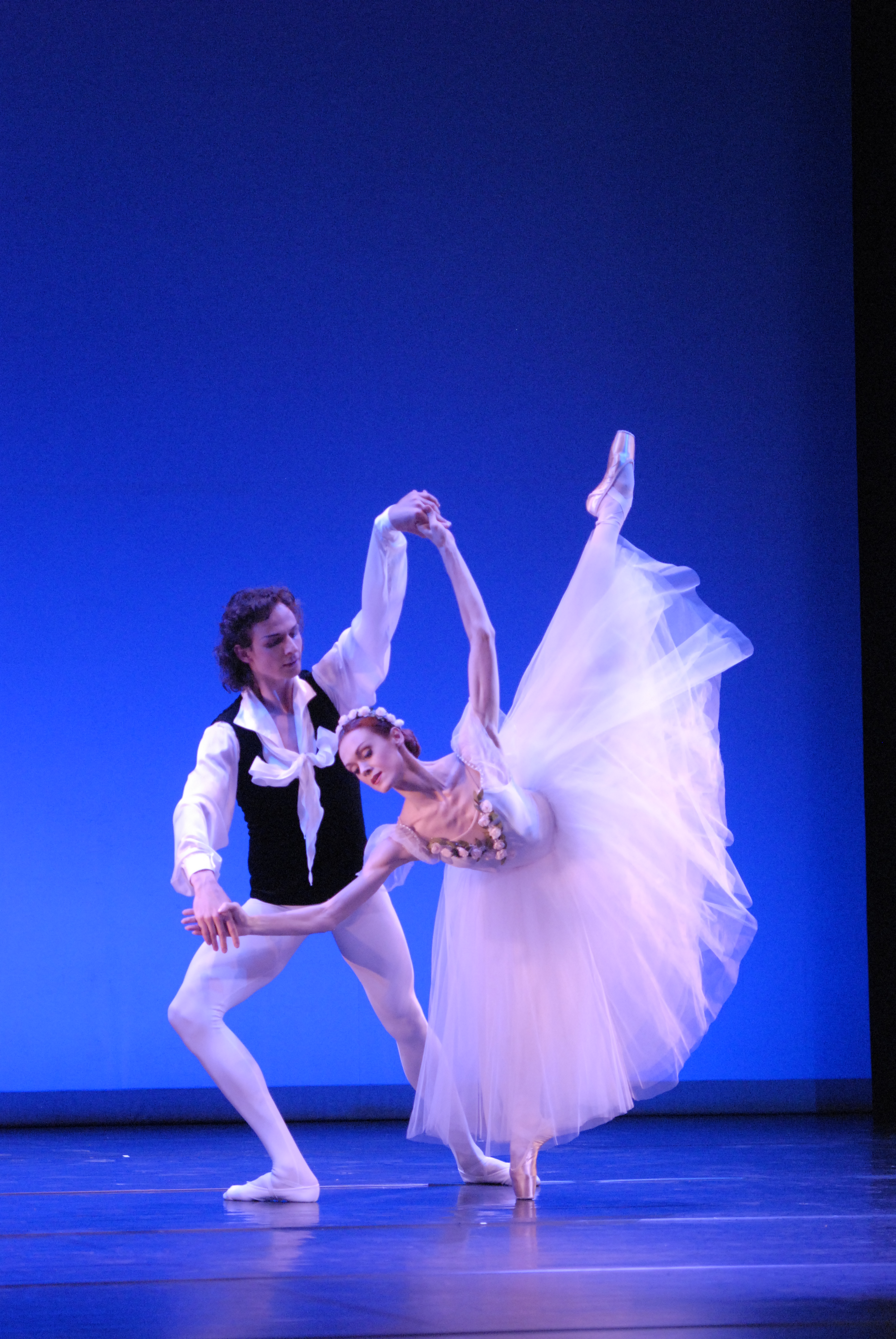
Uliana Lopatkina im klassisch-romantischen Tutu in Carte Blanche, 2010
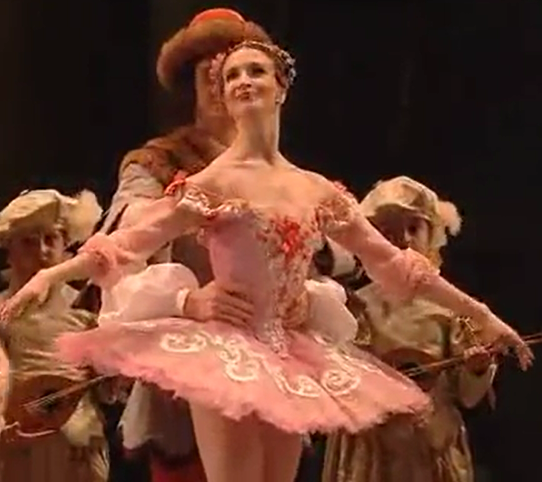
Lauren Cuthbertson im Tellertutu als Aurora in Dornröschen (um 2010)